# Jenifer Bartoli
Jenifer Bartoli, właśc. Jenifer Yaël Dadouche-Bartoli, znana jako Jenifer (ur. 15 listopada 1982 w Nicei) – francuska piosenkarka i aktorka. Zwyciężczyni pierwszej edycji telewizyjnego show Star Academy.

## Życiorys
Jenifer urodziła się 15 listopada 1982 roku w Nicei. Jej matka pochodzi z Korsyki, ojciec z Algierii. Ma młodszego o 3 lata brata. W swych najmłodszych latach słuchała płyt Steviego Wondera, Jamesa Browna oraz Beatlesów. Jej matka, która śpiewała w orkiestrze, zaraziła ją miłością do muzyki Édith Piaf, Charles’a Aznavoura oraz Jacques’a Brela, natomiast babka od strony matki wpoiła jej flamenco i tradycyjną muzykę korsykańską.
Jenifer dała pierwszy występ, śpiewając piosenkę Milord Edith Piaf podczas rodzinnej uroczystości. W wieku 14 lat zaczęła śpiewać w kawiarniach na Lazurowym Wybrzeżu, wystąpiła też w show Graines des Stars i została finalistką. Wtedy też wyjechała do Paryża, by oddać się swojej pasji muzyce. W wieku 19 lat wygrała pierwszą edycję Star Academy, co otworzyło jej drogę do wielkiej kariery.
Kawaler Orderu Sztuki i Literatury (2021).

## Dyskografia
Albumy
- Jenifer (2002)
- Le Passage (2004)
- Lunatique (2007)
- Appelle-moi Jen (2010)
- L'amour et moi (2012)
- Ma déclaration (2013)
- Paradis secret (2016)
- Nouvelle page (2018)

Single
- J'attends l’amour (2002)
- Au soleil (2002)
- Des mots qui résonnent ! (2002)
- Donne-moi le temps (2003)
- Ma révolution (2004)
- Le souvenir de ce jour (2004)
- C'est de l'or (2005)
- Serre-moi (2005)
- Tourner ma page (2007)
- Comme un hic (2008)
- Si c'est une île (2008)
- Je Danse (2010)
- L'envers du paradis (2011)
- L'amour fou (2011)
- Sur le fil (2012)
- L'amour et moi (2012)
- Les jours électriques (2013)

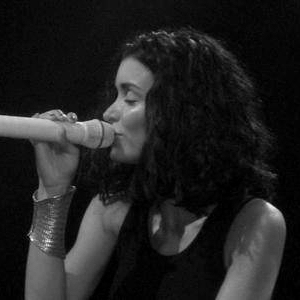
2005

- Poupée de cire, poupée de son (2013)
- Résiste (2013)
- Évidemment (2013)

## Nagrody
- NRJ Music Awards w kategorii: Debiut roku we Francji- 2003
- NRJ Music Awards w kategorii: Artystka francuska- 2004, 2005, 2006, 2008, 2009
- NRJ Music Awards w kategorii: Album roku za album Le Passage- 2005
- MTV Europe Music Awards w kategorii: Artystka francuska- 2004